# White River, South Dakota
White River är administrativ huvudort i Mellette County i South Dakota. Enligt 2010 års folkräkning hade White River 581 invånare.